# Sin aliento
Sin aliento (título original en italiano: La morte sull'alta collina) es una película de spaghetti western hispano-italiana de 1969 dirigida por Alfredo Medori.

## Argumento
El general revolucionario mexicano Valiente y sus hombres intentan atracar un banco en Two Arrows, siendo ayudado por un ciudadano de dicho pueblo, Frank Braddock, que actúa como su informante. Dado que todo el pueblo asiste en ese momento a una boda, esto no parece ser un problema. Sin embargo, hay dos testigos: Loring Vanderbilt y Francis Parker, que logran perseguir al grupo y capturar el botín. Luego deciden quedarse con el dinero. Braddock envía a Valiente a buscar el escondite de los dos pistoleros. Al principio Valiente logra capturar a Vanderbilt, pero Parker lo noquea. Pronto resulta que Parker actúa en nombre del gobierno, que se supone que debe dar jaque mate al patrocinador de los revolucionarios. Braddock deja que un viejo amigo intervenga con su parte de la caballería, pero resulta ser el cerebro del ataque. Con la ayuda de Vanderbilt, Parker puede eliminar al criminal.

## Reparto
- Peter Lee Lawrence como Loring Vandervelt.
- Luis Dávila como Francis Parker / Mark Harrison (como Louis Dawson).
- Tano Cimarosa como General Valiente.
- Agnès Spaak como Daphne Vandervelt.
- Antonio Gradoli como Frank Braddock.
- Giovanni Pazzafini como Jugador de billar.
- Silvio Bagolini como Stevens.
- Giampiero Littera como Sheriff.
- Barbara Carroll como Arlena Braddock.
- Jesús Guzmán como Agustine (como Jesús Areta).
- Frank Braña como Capitán Young (como Francisco Braña).
- Romano Puppo como Adjunto.
- Rafael Hernández como Curling.

## Recepción
El Lexikon des internationalen Films escribió: «Spaghetti Western aceptable con interludios cómicos y (vestigios de) elementos religiosos».